# Jamie Carey
Jamie Leigh Carey (Hutchinson, 12 marzo 1981) è un'ex cestista e allenatrice di pallacanestro statunitense, professionista nella WNBA.

## Carriera
È stata selezionata dalle Phoenix Mercury al terzo giro del Draft WNBA 2005 (31ª scelta assoluta).
Con gli Stati Uniti ha disputato i Giochi panamericani di Santo Domingo 2003.
Dal maggio 2020 è vice-allenatore della University of North Texas.

## Palmarès
- Campionessa NWBL (2006)